# Strategisches Management

Prozessablauf des strategischen Managements

Das strategische Management (historisch synonym: Unternehmensplanung) ist in der Betriebswirtschaftslehre eine Managementfunktion, die sich mit der Entwicklung, Planung und Umsetzung inhaltlicher Ziele und Ausrichtungen von Organisationen beschäftigt. Die Planungshorizonte im strategischen Management umfassen in der Regel zwei bis fünf Jahre, wobei strategisch nicht mit längerfristig gleichzusetzen ist. Strategische Entscheidungen weisen zwar meistens einen längerfristigen Zeithorizont auf, allerdings können auch kurzfristige Entscheidungen strategischen Charakter haben, wenn sie die Handlungsfähigkeit einer Organisation sicherstellen.

## Allgemeines
Aufgrund der starken Überschneidung des Themas mit Fragen der Produktpolitik des Marketings und der Bedeutung für die Stakeholder des Unternehmens korrespondiert das strategische Management stark mit dem Begriff der Unternehmensführung. Im St. Galler Management-Modell kann man gut erkennen, wie das strategische Management mit den anderen Bereichen des Managements zusammenwirkt.

## Begriffsherkunft
Eingang in die Betriebswirtschaftslehre fand der Begriff „Strategie“ insbesondere durch Überlegungen im Rahmen der Spieltheorie. Die Strategie stellt hierbei den „vollständigen“ Plan eines Spielers dar, der es ihm gestattet, in allen denkbaren Spielsituationen die richtige Entscheidung zu treffen. Weiteren Anstoß zur Entwicklung eines unternehmensstrategischen Verständnisses lieferte die Disziplin „Business Policy“, die insbesondere auf die Harvard Business School zurückgeht. Im Rahmen der Auseinandersetzung mit unternehmerischen Grundsatzentscheidungen rückten zunehmend Fragen der Ausrichtung zukünftiger Unternehmensaktivitäten in den Vordergrund.
In der betriebswirtschaftlichen Planungslehre hat der Strategiebegriff seit seiner Einführung eine erhebliche Ausdifferenzierung erfahren. Nach der weitgefassten Strategiedefinition (z. B. Chandler) beinhaltet die Strategie die Festlegung der grundlegenden Unternehmensziele und die dazugehörigen Maßnahmen zur Erreichung dieser Ziele. Eine sehr enge Strategiedefinition hingegen umfasst lediglich situationsbezogene Maßnahmen (spieltheoretische Interpretation, Szyperski/Winand).
Die Grundlage zur Entwicklung strategischer Managementtheorien bilden hauptsächlich folgende drei Vertreter.
- Chandler (1962) – „Strategy and Structures“
  - machte den Begriff Strategie „salonfähig“
  - zeigte erstmals den Zusammenhang zwischen Strategie und Struktur auf
- Ansoff (1965) – „Corporate Strategy“
  - legte Grundstein für strategisches Management auf Unternehmensebene
- Andrews (1971)- „Concept of Corporate Strategy“
  - legte Grundstein für strategisches Management auf Geschäftsfeldebene.[4]

## Objekte des strategischen Managements
Es sind drei Objekte des strategischen Managements zu nennen:
1. Strategien
- bestimmen die geschäftliche Ausrichtung eines Unternehmens
- legen langfristige Geschäftsziele fest
- bestimmen, wie sich das Unternehmen am Markt positionieren soll
- identifizieren und bauen wettbewerbsrelevante Ressourcen aus

2. Strukturen
- gestalten das Unternehmen
- legen die Art der Arbeitsteilung fest
- koordinieren die arbeitsteilige Aufgabenerfüllung

3. Systeme
- sind die Infrastruktur des Unternehmens
- bilden Instrumente zur Führung des Unternehmens
- wie zum Beispiel Managementinformationssystem (MIS)
- Management-Anreizsystem

## Ebenen des strategischen Managements
Da es unterschiedliche organisatorische Strukturen in einem Unternehmen gibt, müssen diese auch in Bezug auf das strategische Management betrachtet werden. Hierbei sind zwei Ebenen zu beachten. Auf der einen Seite die Ebene auf Unternehmensbasis und auf der anderen Seite die Geschäftsfeldbasis. Neben diesen unternehmensinternen Betrachtungsweisen, können im Rahmen der strategischen Analyse mit der Branchenebene und der übergeordneten Makro-Ebene zudem zwei unternehmensexterne Aggregationsstufen abgegrenzt werden (vgl. dazu auch Phasen des strategischen Managements).
| Strategisches Management | Strategische Entscheidung                  | Vorteil                                               | Erfolg                           |
| ------------------------ | ------------------------------------------ | ----------------------------------------------------- | -------------------------------- |
| Auf Unternehmensebene    | Unternehmensstrategie, Strukturen, Systeme | „Parenting Advantage“ (als Eigentümer von Geschäften) | Erfolg des Gesamtunternehmens    |
| Auf Geschäftsebene       | Wettbewerbsstrategie, Strukturen, Systeme  | Wettbewerbsvorteil (in einem Geschäft)                | Erfolg einzelner Geschäftsfelder |

### Unternehmensebene
Ziel des strategischen Managements ist immer häufiger nicht nur die Gewinnmaximierung, sondern die Steigerung des Unternehmenswerts durch Unternehmenswachstum. Auf Unternehmensebene beinhaltet das u. a. die Gestaltung des Geschäftsfeldportfolios, um die Ressourcen des Unternehmens auf die einzelnen Geschäftsfelder optimal zu verteilen, sowie die strategiegerechte Gestaltung der Strukturen und Systeme des Unternehmens.

### Geschäftsfeldebene
Auf der Geschäftsfeldebene stellt sich die Frage, wie das Unternehmen in den einzelnen Geschäften optimal agieren muss, um im Wettbewerb erfolgreich zu bleiben. Damit dies gewährleistet werden kann, müssen Wettbewerbsvorteile geschaffen und genutzt werden. Hierbei muss für jedes einzelne Geschäftsfeld eine eigene Strategie entwickelt werden (strategisches Geschäftsfeld). Somit gibt es in Unternehmen für jedes seiner Geschäftsfelder eine eigene Strategie, die durch die Gesamtstrategie (Unternehmensstrategie) zusammengehalten wird.

### Branchenebene
Sowohl Unternehmens- als auch Geschäftsfeldebene werden durch die Unternehmensumwelt beeinflusst, sodass diese ebenfalls im Rahmen des strategischen Managements Beachtung finden muss. Das Branchenumfeld umfasst dabei die direkten Bedrohungen innerhalb einer Branche, wie sie Porter in seinem Modell der Branchenstrukturanalyse darstellt. Ein weiteres Instrument zur Analyse der Branchenebene sind strategische Gruppen, welche Unternehmen anhand ihrer strategischen Nähe zueinander abgrenzen.

### Makro-Ebene
Neben den direkten Einflüssen der Branche gibt es viele weitere Wirkungszusammenhänge, welche ein Unternehmen im Sinne des strategischen Managements berücksichtigen muss. Diese ergeben sich meist durch überlagernde Bedingungen, welche den Handlungsspielraum mehrerer Unternehmen bestimmen. Diese Einflüsse auf der Makro-Ebene können durch die Analyse der globalen Unternehmensumwelt untersucht werden. Ein weit verbreitetes Modell zur Analyse der globalen Unternehmensumwelt ist die STEP-Analyse.

## Phasen des strategischen Managements
1 Phase: [Analyse]
Die Analysephase besteht aus zwei wesentlichen Teilen, aus der Analyse des Umfelds und der Analyse der Unternehmung. Erstere beinhaltet die Konkurrenzanalyse sowie die Branchenstruktur- und Branchendynamikanalyse. Letztere soll ein objektives Bild der gegenwärtigen und zukünftigen Stärken und Schwächen der Unternehmung erstellen, um Risiken zu widerstehen und Chancen zu nutzen (siehe SWOT-Analyse).
2 Phase: [Planung]
Da eine Grundfunktion des Managements die Formulierung von Zielen ist und Ziele die langfristige Entwicklung des Unternehmens festlegen, kommt ihrer Formulierung im Rahmen des strategischen Managements eine große Bedeutung zu. Strategische Ziele dienen zur Ausrichtung und Orientierung der strategischen Planung. Wenn keine langfristigen Ziele vorhanden sind, läuft das strategische Management Gefahr, nur kurzfristig zu handeln und so langfristige, strategische Planungen aus dem Blick zu verlieren. Da strategische Ziele aber nicht einfach gegeben sind, müssen sie im Strategieprozess geplant bzw. formuliert, in Beziehung gesetzt und konkretisiert werden.
Die Ziele haben folgende Funktionen: Selektionsfunktion, Orientierungsfunktion, Steuerungsfunktion, Koordinationsfunktion, Motivations- und Anreizfunktion, Bewertungsfunktion und Kontrollfunktion.
3 Phase: [Strategieformulierung und -bewertung]
Der Kernbereich des strategischen Managements ist die Phase der Strategieformulierung. In dieser Phase wird eine Strategie zur Zielerreichung entwickelt, die den Informationen der Umfeldanalyse und Unternehmungsanalyse gerecht wird. Da es nicht nur eine mögliche Strategie gibt, müssen die Strategievarianten auch entsprechend der Zielbestimmung bewertet werden (Strategiebewertung). Dabei sind die Auswirkung auf Ertrag und Unternehmensrisiko, speziell auch das Insolvenzrisiko, zu berücksichtigen.
4 Phase: [Umsetzung]
Konkretes, strategiegeleitetes Handeln der Unternehmensmitglieder. Gelingt es nicht Strategien effizient zu implementieren, dann bleibt das Strategische Management wirkungslos und eine bloße „intellektuelle Spielerei“.
Zusätzlich ist eine abschließende Kontrollphase und ein prozessbegleitendes strategisches Controlling notwendig.

## Grundlegende Perspektiven strategischen Managements
Die Auseinandersetzungen mit Unternehmensstrategie lassen sich entlang unterschiedlichster Gegensatzpaare einsortieren. Die für die Praxis und die theoretische Reflexion wichtigsten Fragen sind:
- ob die Generierung von strategischen Planungen grundsätzlich nur an der Unternehmensspitze stattfinden (sollte) oder ob es nicht auch sinnvoll ist, Initiativen, die sich an anderer Stelle in der Hierarchie entwickeln, zu berücksichtigen
- ob strategisches Management nur das Ziel der Maximierung des Unternehmensprofits verfolgen sollte oder ob es nicht sinnvoll ist, einen breiteren Zielraum, etwa soziale oder ökologische Ziele zumindest mit zu berücksichtigen
- ob man in der Auseinandersetzung mit strategischem Management vornehmlich präskriptive Normstrategien entwickeln sollte oder ob man sich nicht auch, vielleicht sogar schwerpunktmäßig mit der Beschreibung und Analyse real ablaufender strategischer Prozesse beschäftigen sollte.

### Relevante Ansätze strategischen Managements
In der Analyse der Gründe für den strategischen bzw. Wettbewerbs-Erfolg von Unternehmen haben sich in der ökonomischen Literatur drei Erklärungsmuster herausgebildet:
- Market-based View
- Resource-based View
- Relational View

Eine Weiterentwicklung, die Market- und Resource-based View zu integrieren sucht, ist der Dynamic Capabilities-Ansatz.

## Kritik
Der Begriff strategisches Management ist nur wenig umgrenzt, was ihn zwar universell einsetzbar macht, den essentiellen Inhalt jedoch verwässert. Das lässt den Begriff zu einer Art Schlagwort verkommen. Aufgrund der langfristigen Orientierung kann das strategische Management auch keine Lösungen für konkret vorliegende Probleme bieten. Diese müssen im Rahmen taktischer Entscheidungen und operativer Prozesse auf Basis strategischer Vorgaben gefunden werden.
Ein Vorbehalt ist, dass in der Umsetzung oftmals das Risiko bestehe, sich zu nahe an kategorischen, strategischen Modellen zu orientieren und so kreative Prozesse innerhalb eines Unternehmens zu unterbinden. Weiterhin werden Vergangenheitsorientierung in der Strategiefindung sowie die Bevorzugung faktenbasierter, harter Daten in strategischen Entscheidungsprozessen bemängelt. Weichen Faktoren würde oftmals zu wenig Beachtung geschenkt, siehe hierzu auch 7-S-Modell.
Auch wird kritisiert, dass strategisches Management oftmals primär „qualitative“ Modelle mit geringer Aussagekraft und wenig konkretem Nutzen für die Unternehmensführung liefere. Dieser Kritik ist insofern Recht zu geben, als normierte Strategiemodelle stets nur ein basales Raster zur Analyse und Gewinnung grundsätzlicher Daten über die betrachteten Fakten bieten können.
Dem oft erhobenen Vorwurf, durch Einsatz von strategischem Management und den damit einhergehenden Instrumenten keinerlei quantifizierbare Mehrgewinne in der Unternehmenstätigkeit generieren zu können, sind zwei Punkte entgegenzuhalten:
Einerseits kann konkrete und quantifizierbare Wertschöpfung nur in der eigentlichen, operativen Tätigkeit eines Betriebes stattfinden. Gemäß der weit verbreiteten Auffassung, dass strategische Tätigkeiten aus produktionsfaktorieller Perspektive Aufgaben dispositiver Stellen sind, ist eine konkret nachvollziehbare Kausalkette zwischen Management und objektbezogener, operativer Leistungserstellung schwer zu etablieren. Damit wird auch eine belastbare Quantifizierung der mit dem Einsatz von strategischen Managementtools verbundenen Effizienzgewinne erschwert.
Möglich ist dies jedoch mit umfassenden Kennzahlenmodellen wie dem klassischen ROI-Schema von DuPont, dem ZVEI-System oder dem Tableau-de-Bord-Modell.
Andererseits können strategische Modelle und Instrumente nur Anhaltspunkte für Handlungsempfehlungen geben. Insofern ist der konkrete Erfolg und der damit verbundene Mehrertrag untrennbar mit der Qualität strategischer und taktischer Operationalisierung sowie der operativen Umsetzung dieser Handlungsempfehlungen verbunden.